# 주시애틀 대한민국 총영사관
주시애틀 대한민국 총영사관(영어: Consulate General of the Republic of Korea in Seattle)은 대한민국 정부가 미국 워싱턴주 시애틀에 설치한 총영사관이다. 

## 연혁
- 1976년 12월 1일 공관 개설[1]

## 역대 공관장
| 1978. 06.30. | 초대 장윤걸 총영사 부임   |
| 1982. 02.26. | 제2대 이문수 총영사 부임  |
| 1984. 05.02. | 제3대 안세훈 총영사 부임  |
| 1987. 03.19. | 제4대 김흥수 총영사 부임  |
| 1990. 07.15. | 제5대 고창수 총영사 부임  |
| 1992. 10.20. | 제6대 이해순 총영사 부임  |
| 1995. 03.20. | 제7대 김 균 총영사 부임   |
| 1997. 02.09. | 제8대 손 훈 총영사 부임   |
| 2000. 03.11. | 제9대 문병록 총영사 부임  |
| 2003. 03.12. | 제10대 김재국 총영사 부임 |
| 2006. 03.08. | 제11대 권찬호 총영사 부임 |
| 2008. 05.13. | 제12대 이하룡 총영사 부임 |
| 2011. 03.13. | 제13대 송영완 총영사 부임 |
| 2014. 03.27. | 제14대 문덕호 총영사 부임 |
| 2017. 12.29. | 제15대 이형종 총영사 부임 |
| 2020. 12.04. | 제16대 권원직 총영사 부임 |
| 2022. 03.09. | 제17대 서은지 총영사 부임 |

## 근무 시간
- 매주 월요일 ~ 금요일 : 오전 9시 ~ 12시, 오후 1시 ~ 5시

### 휴무일
- 매주 토요일, 일요일
- 대한민국의 공휴일 중 3·1절, 광복절, 개천절, 한글날
- 주재국 미국의 공휴일

## 같이 보기

### 일반 주제
- 한미 관계
- 주미국 대한민국 대사관
- 대한민국의 재외공관 목록

### 미국에 설치된 다른 대한민국 영사관들
- 주로스앤젤레스 대한민국 총영사관
- 주뉴욕 대한민국 총영사관
- 주호놀룰루 대한민국 총영사관
- 주애틀랜타 대한민국 총영사관
- 주시카고 대한민국 총영사관
- 주휴스턴 대한민국 총영사관
- 주보스턴 대한민국 총영사관